# Fritz Laband
Friedrich „Fritz“ Laband (* 1. November 1925 in Hindenburg O.S.; † 3. Januar 1982 in Hamburg) war ein deutscher Fußballspieler. Als Spieler des Hamburger SV gewann der Verteidiger im Jahr 1954 mit der Nationalmannschaft die Weltmeisterschaft in der Schweiz.

## Leben

### Hindenburg und Wismar
Fritz Laband entstammte einer Eisenbahnerfamilie aus Oberschlesien. Von 1936 bis 1937 begann er mit dem Fußballspiel beim Reichsbahn SV Hindenburg, danach gehörte er fünf/sechs Jahre dem TuS Hindenburg 09 an, um dann mit 18 Jahren in der 1. Mannschaft des SC Preußen Zaborze zu spielen. Am 20. Juni 1943 beantragte er die Aufnahme in die NSDAP und wurde rückwirkend zum 20. April desselben Jahres aufgenommen (Mitgliedsnummer 9.625.060). Im Jahr 1945 flüchteten er und seine Familie aus Oberschlesien und kam als Heimatvertriebener in die sowjetische Besatzungszone. Seine Fußballkarriere setzte er in Wismar zuerst bei der SG Wismar-Süd fort, mit der er 1947/48 in der Landesklasse, Staffel West den 1. Platz erreichte. In der Endrunde um die mecklenburgische Meisterschaft belegte Wismar-Süd hinter Meister SG Schwerin den 2. Platz. Am 20. Juni 1948 verlor er mit seiner Mannschaft in der Ostzonenmeisterschaft mit 1:3 gegen SG Freiimfelde Halle. In der folgenden Saison 1948/49 gelang wiederum die Staffelmeisterschaft aber auch in den Endrundenspielen mit 10:2 Punkten die Meisterschaft in Mecklenburg. Zu dieser Zeit stürmte Laband noch auf Halblinks oder Linksaußen und erzielte in der Endrunde neun Tore. In der Ostzonenmeisterschaft verlor er aber am 29. Mai 1949 mit 0:10 gegen Fortuna Erfurt. Der Meister des Jahres 1949 von Mecklenburg spielte 1949/50 als ZSG Anker in der DDR-Oberliga, erreichte aber lediglich den 13. Platz und musste nach einem Entscheidungsspiel gegen die SG Altenburg Nord (2:3) den Abstieg hinnehmen. Laband war in 24 Ligaspielen für Wismar aufgelaufen.
Laband wurde fünfmal in der Landesauswahl Mecklenburg eingesetzt. Es waren je zwei Regionalauswahlspiele gegen Thüringen (0:3, 2:3) und Brandenburg (1:5, 3:4) und das Wettbewerbsspiel um den Länderpokal 1949/50 am 21. August 1949 in Potsdam erneut gegen Brandenburg, was wiederum mit 0:4 verloren wurde. In Potsdam lief Laband als linker Verteidiger an der Seite seiner Vereinskameraden Günter Szewierski, Willi Schweiß, Herbert Stegemann und Heinz Rennhack unter Auswahltrainer Johannes Siegert auf. Mit der DDR-Auswahl nahm er an Testspielen 1950 gegen Sachsen-Anhalt (5:1), Sachsen (3:1) und am 28. Mai in Berlin gegen eine Prager Stadtauswahl (0:1) teil. Bei dieser Begegnung – er spielte an der Seite von Kurt Birkner, Johannes Breitenstein, Otto Knefler, Heinz Satrapa, Johannes Schöne und Herbert Rappsilber – wurden Späher des Hamburger SV auf Laband aufmerksam und insbesondere HSV-Mittelstürmer Werner Harden, ein gebürtiger Schlesier, knüpfte den Kontakt und überzeugte Laband zum Wechsel nach Hamburg.

### Oberliga Nord, 1950 bis 1957
Die Rautenträger holten neben Laband zur Saison 1950/51 auch noch die weiteren Spieler Rolf Börner, Karl-Heinz Liese, Reinhold Ertel und Walter Schemel (Schemel wurde aber erst zur Saison 1951/52 spielberechtigt) an den Rothenbaum. Laband debütierte in der Oberliga Nord am 10. September 1950 bei einem 1:1 beim VfB Oldenburg als rechter Verteidiger. Er gewann mit dem HSV nach 29 Ligaeinsätzen die Meisterschaft im Norden und zog mit Trainer Georg Knöpfle in die Endrunde um die deutsche Fußballmeisterschaft ein. Mit dem Verteidigerpaar Börner – Laband bestritt der Nordmeister alle sechs Gruppenspiele gegen Preußen Münster, 1. FC Nürnberg und Tennis Borussia Berlin und belegte mit 6:6 Punkten den 3. Rang. Am 27. Mai wurde der spätere Finalist Preußen Münster mit 5:1 besiegt. In seinem zweiten HSV-Jahr, 1951/52, war das Rundenergebnis identisch: Meister in der Oberliga Nord und 3. Gruppenplatz in der Endrunde um die deutsche Meisterschaft mit 6:6 Punkten. Im Norden hatte der Abwehrspieler aus Wismar 27 Ligaspiele und in der Endrunde erneut alle sechs Gruppenspiele an der Seite von Börner absolviert. In den Heimspielen überzeugte der Nordmeister (6:0-Punkte), in den Auswärtsspielen gelang kein Punktgewinn. Auch dieses Jahr wurde der spätere Finalist, der 1. FC Saarbrücken, in Hamburg mit 4:1 geschlagen. 1953 folgte der Titelhattrick im Norden mit weiteren 28 Ligaeinsätzen. Das vierte HSV-Jahr, 1953/54, sollte zu einer denkwürdigen Runde werden: Erstens stürzte der Nordserienmeister auf den 11. Rang ab, zweitens debütierte der athletische Zweikämpfer in der Nationalmannschaft und gewann als Krönung mit der Herberger-Mannschaft die Weltmeisterschaft in der Schweiz. Zum schlechten Abschneiden in der Oberliga hatte wesentlich der Vier-Punkte-Abzug wegen unerlaubter Handgeldzahlungen an den umworbenen Bremer Angreifer Willi Schröder geführt. In der Nationalmannschaft debütierte der HSV-Verteidiger im letzten Länderspiel vor dem WM-Turnier, am 25. April 1954 in Bern gegen die Schweiz. Er agierte dabei an der Seite des Stammverteidigers Erich Retter als linker Verteidiger und erlebte dessen folgenschwere Verletzung in der 13. Minute, infolge deren der Stuttgarter seinen sicheren Platz im WM-Aufgebot verlor und Laband nachrückte.
Im WM-Viertelfinalspiel gegen Jugoslawien am 27. Juni in Genf verletzte sich Laband bei einem Zweikampf mit Branko Zebec, er wäre aber bereits zum Endspiel wieder fit gewesen. Dass die Verletzung aus dem Jugoslawienspiel zu seinem Karriereende geführt hätte, wie oftmals publiziert wurde, ist falsch. Die viel schwerwiegendere Knieverletzung zog sich der Verteidiger in einem Freundschaftsspiel vor Rundenbeginn 1954/55 am 7. August 1954 beim 1. FC Köln (1:1) zu. Er verpasste nicht nur den Rundenstart am 29. August, Laband bestritt durch die Verletzungsfolgen aus dem Kölner Freundschaftsspiel kein einziges Oberligaspiel in der Runde 1954/55. Lediglich in der Endrunde um die deutsche Fußballmeisterschaft konnte er das Heimspiel am 22. Mai 1955 (1:0) gegen Viktoria 89 Berlin in dieser Runde für den HSV bestreiten. Auch 1955/56 gelang die Genesung nicht vollständig: Laband musste sich mit neun Oberligaeinsätzen und zwei Spielen in der Endrunde um die deutsche Meisterschaft zufriedengeben.
Insgesamt absolvierte er von 1950 bis 1956 für den HSV 143 Spiele, davon 122 in der Oberliga und 21 in den Endrunden um die deutsche Fußballmeisterschaft. Zur Saison 1956/57 versuchte er nochmals einen Neuanfang, er wechselte zum Ligakonkurrenten Werder Bremen. Aber auch an der Weser scheiterte der Weltmeister von 1954 an seinem lädierten Knie. Sein Einsatz am 4. November 1956 bei einer 1:2-Auswärtsniederlage beim FC Altona 93, stellte den Schlusspunkt als Vertragsspieler dar. Nach zehn Oberligaspielen für Werder war für Laband an der Seite von Dragomir Ilic, Richard Ackerschott, Hans Hagenacker und Willi Schröder die Runde beendet und seine höherklassige Karriere im Fußball.
Später spielte er noch ein Jahr für Grün-Weiß 07 Hamburg. Nach seiner aktiven Laufbahn trainierte er den Buxtehuder SV, den USC Paloma Hamburg und den SV Lurup.

### Nationalmannschaft und Weltmeister, 1954
In der bundesdeutschen Nationalmannschaft kam Laband als Verteidiger in vier Spielen zum Einsatz. Sein erstes Länderspiel bestritt er beim 5:3-Sieg über die Schweiz am 25. April 1954 in Basel. Höhepunkt seiner Karriere war die Teilnahme an der Fußballweltmeisterschaft 1954 in der Schweiz, bei der er mit der deutschen Nationalmannschaft Weltmeister wurde. Er spielte dort in den beiden Begegnungen der Vorrunde gegen die Türkei (4:1 und 7:2) sowie im Viertelfinale beim 2:0 gegen Jugoslawien. Der Hamburger Senat überreichte ihm dafür die Silberne Senatsplakette.
Die Auswahleinsätze hatten für den HSV-Verteidiger, er konnte auf der rechten wie auch auf der linken Seite eingesetzt werden, mit dem Repräsentativspiel am 10. Oktober 1953 in Dortmund zwischen Westdeutschland und Norddeutschland begonnen. Einen Tag später, den 11. Oktober, trat die DFB-Nationalmannschaft in Stuttgart zum WM-Qualifikationsspiel gegen das Saarland an (3:0), wo Erich Retter und der Debütant Herbert Erhardt verteidigten. Am 21. November spielte die Nordauswahl mit Laband in Hamburg gegen eine deutsche B-Auswahl (1:5) und am Tag danach besiegte die Nationalmannschaft im WM-Qualifikationsspiel Norwegen mit 5:1. Dabei trat die DFB-Auswahl mit dem Stammverteidigerpaar Retter und Werner Kohlmeyer an. Am 28. Februar 1954 kam Laband zum dritten Einsatz in der Nordauswahl beim Spiel gegen den Südwesten (2:4). Am 25. April 1954 debütierte er in Basel beim letzten Länderspiel vor dem WM-Turnier in der Nationalmannschaft. Er bildete mit Retter auf der linken Seite das Verteidigerpaar. Retter verletzte sich in der 12./13. Minute so schwer am Knie, dass er die anschließende Weltmeisterschaft verpasste. In der Schweiz absolvierte Laband drei Länderspiele, wobei insbesondere sein Einsatz am 27. Juni in Genf im Viertelfinale gegen die offensivstarken Jugoslawen (2:0) herausragte. Die Angreifer vom Balkan – Miloš Milutinović, Stjepan Bobek, Rajko Mitić, Bernard Vukas und Branko Zebec – gehörten zu dieser Zeit unbestritten der europäischen Spitzenklasse an und waren klar favorisiert. Die deutsche Mannschaft stand überwiegend in der Defensive und konnte nur durch Konter das Tor von Vladimir Beara gefährden.

## Nach dem Fußball
In späteren Jahren geriet er als Gastronom in erhebliche finanzielle Schwierigkeiten. Bis kurz vor seinem Tod 1982 arbeitete er in seinem erlernten Beruf als Elektriker und zuletzt als Fahrer des Firmenchefs der Firma Kobolt in Hamburg-Rothenburgsort. Anfang der 1980er Jahre wurde bei Fritz Laband, der lange geraucht hatte, Kehlkopfkrebs diagnostiziert. Er erlag dessen Folgen schließlich 56-jährig im Hamburger Krankenhaus St. Georg. Er wurde auf dem Friedhof Bergedorf beigesetzt. Dort erinnert ein Grabstein mit einem Fußball an den Sportler Laband.